# 李有實
李有實，號太華，山東登州府黄县人。明朝政治人物、進士出身。

## 生平
万历十年（1582年）壬午科山東鄉試舉人，痛惜痛弟廪生茂實读书成疾卒，已含纩，尤抱持不舍，家人拽開，竟致過哀伤背。萬曆十七年（1589年）己丑科進士，膺邹太史识拔，薦讀中書舍人，聞母疾，不就馆试。官刑部主事，平反著声。推調銓曹，耻循顶首陋规，曰：我不以钱易官做。出為四川汉中府知府，恤民锄强，尤加惠士类，多曲成汲引于八股，帖括中能识某某贵贱寿夭。节省驿栈及茶课諸费數千金，作正项以减民派。修冷水河成堰，灌田萬二千奇，汉中人感立生祠，太史黄辉撰《阜闰堰碑铭》于侧。晉西宁道副使，厉兵清饷，議修三角城，恢复疆土三百里。出剿巨寇，斩首百三十六级，献俘告庙。因抑势弁扰民，忤按察使，引疾拂袖，囊止图书數卷。归休于城隅东园，匾其軒曰「獨醒」，不接官长，不投刺牍，不置媵妾，不营子母。济众赡族，服食布蔬。一言一动，爲人所取法。每厌浮靡，以古今清介之品自期。事关公谊者，倡议敢言。善古文，著有《一經堂》、《廣愛録》諸書。熹宗御极，詔復原官，先以物故，舆论歸里。

## 家族
父李凌云。